# Кубок Ліхтенштейну з футболу 1988—1989
Кубок Ліхтенштейну з футболу 1988—1989 — 44-й розіграш кубкового футбольного турніру в Ліхтенштейні. Титул здобув Бальцерс.

## Перший раунд
| Команда 1      | Рахунок         | Команда 2   |
| -------------- | --------------- | ----------- |
| Трізенберг     | 3–3 дч пен. 7–6 | Шан         |
| Ешен-Маурен II | 2–3             | Трізен      |
| Шан II         | 1–6             | Бальцерс    |
| Руггелль II    | 0–6             | Вадуц-2     |
| Бальцерс II    | 1–2             | Ешен-Маурен |
| Трізенберг II  | 2–4             | Трізен II   |
| Шан Аццуррі    | 0–5             | Руггелль    |

Вільний від першого раунду Вадуц.

## 1/4 фіналу
| Команда 1  | Рахунок | Команда 2   |
| ---------- | ------- | ----------- |
| Трізенберг | 2–3     | Ешен-Маурен |
| Трізен     | 1–5     | Бальцерс    |
| Вадуц-2    | 2–1     | Руггелль    |
| Трізен II  | 0–7     | Вадуц       |

## 1/2 фіналу
| Команда 1   | Рахунок         | Команда 2 |
| ----------- | --------------- | --------- |
| Ешен-Маурен | 1–0             | Вадуц     |
| Вадуц-2     | 1–1 дч пен. 2–4 | Бальцерс  |

## Фінал
| 4 травня 1989 |

| Бальцерс | 4–2 | Ешен-Маурен |
| -------- | --- | ----------- |
|          |     |             |

|  |